# GOG Håndbold
Pour les articles homonymes, voir GOG.
Maillots
Dernière mise à jour : 1 novembre 2024.
Le Gudme Oure Gudbjerg Håndbold ou plus simplement GOG Håndbold est un club de handball danois localisé à Gudme au Danemark. Si le club a également connu une section féminine jusqu'en 2009, il est aujourd'hui reconnu pour sa section masculine.

## Histoire
Le club est fondé le 1er mai 1973 par la réunion des trois villes de Gudbjerg, Oure et Gudme, ce qui donne le nom de GOG.
L'équipe féminine atteint le plus haut niveau danois en 1985 puis c'est le tour de la section masculine en 1987. En 1992, le club remporte son premier titre de champion. Régulièrement classé dans les premiers du championnat, le club participe ainsi à plusieurs coupes d'Europe. La meilleure campagne européenne menée par le club se produit lors de la saison 1994/1995 où le GOG réussit à atteindre la finale de la Coupe des coupes où il est nettement battu par le FC Barcelone.

Ancien logotype du GOG Svendborg TGI.

En 2005, alors que le club a remporté sa 8e Coupe et, un an plus tôt, son 6e Championnat, le GOG et le Svendborg TGI fusionnent pour former le GOG Svendborg TGI. La fusion est d'abord un succès puisque la section masculine remporte le Championnat en 2007. Mais en 2009, la section féminine se sépare pour former l'Odense GOG (aujourd'hui appelé Odense Håndbold) puis le 26 janvier 2010, le club est en faillite, ce qui a pour conséquence une rétrogradation du club en 3e division.
En mars 2010, le club se reforme sous l’appellation GOG 2010 A/S. Au terme de la saison 2010-2011, le club retrouve la 2e division qu'il remporte en 2013.
Il évolue depuis en Championnat du Danemark.

## Section masculine

### Palmarès
| Compétitions internationales                                    | Compétitions nationales |
| - Coupe d'Europe des vainqueurs de coupe (1) - Finaliste : 1995 | - Champion du Danemark (9) - Champion : 1992, 1995, 1996, 1998, 2000, 2004, 2007, 2022, 2023 - Vice-champion : 1989, 1991, 1993, 1994, 2001, 2006, 2008, 2019, 2020 - Coupe du Danemark (12) - Vainqueur : 1991, 1992, 1993, 1996, 1997, 1998, 2003, 2004, 2006, 2020, 2023, 2024 - Finaliste : 1994, 2002, 2008, 2009, 2016, 2018, 2022 |

### Parcours détaillé depuis 2004
| Saison    | Division   | Place               | Coupe     | Europe*                       |
| --------- | ---------- | ------------------- | --------- | ----------------------------- |
| 2003-2004 | Division 1 | Champion            | Vainqueur | C2 : 1/16 de finale           |
| 2004-2005 | Division 1 | 3e                  | ?         | C1 : 1/8 de finale            |
| 2005-2006 | Division 1 | Vice-champion       | Vainqueur | C3 : 1/4 de finale            |
| 2006-2007 | Division 1 | Champion            | ?         | C1 : 1/8 de finale            |
| 2007-2008 | Division 1 | Vice-champion       | Finaliste | C1 : 2e Groupe 4              |
| 2008-2009 | Division 1 | 4e                  | Finaliste | NQ                            |
| 2009-2010 | Division 1 | faillite en janvier | ?         | C3 : 1/8 de finale (forfait)  |
| 2010-2011 | Division 3 | ?                   | ?         | NQ                            |
| 2011-2012 | Division 2 | ?                   | ?         | NQ                            |
| 2012-2013 | Division 2 | Champion            | ?         | NQ                            |
| 2013-2014 | Division 1 | 3e du groupe 2      | ?         | NQ                            |
| 2014-2015 | Division 1 | 3e du groupe 2      | ?         | NQ                            |
| 2015-2016 | Division 1 | 3e                  | Finaliste | NQ                            |
| 2016-2017 | Division 1 | 5e                  | ?         | C3 : phase de groupe          |
| 2017-2018 | Division 1 | 3e                  | Finaliste | NQ                            |
| 2018-2019 | Division 1 | Vice-champion       | ?         | C3 : phase de groupe          |
| 2019-2020 | Division 1 | Vice-champion       | Vainqueur | C1 : poule basse              |
| 2020-2021 | Division 1 | 3e                  | ?         | C3 : 1/4 de finale            |
| 2021-2022 | Division 1 | Champion            | Finaliste | C3 : 1/4 de finale            |
| 2022-2023 | Division 1 | Champion            | Vainqueur | C1 : 1/4 de finale            |
| 2023-2024 | Division 1 | 5e                  | Vainqueur | C1 : barrages (1/8 de finale) |
| 2024-2025 | Division 1 | en cours            | en cours  | C3 : en cours                 |

* C1 : Ligue des champions ; C2 : Coupe des vainqueurs de coupe ; C3 : Ligue européenne/Coupe de l'EHF

## Effectif actuel
L'effectif pour la saison 2022-23 est 
| Gardiens de but - 12 Peter Johannesson - 64 Salah Boutaf Ailiers gauches - 23 Joachim Lyng Als - 71 Alexander Blonz Ailiers droits - 19 Oskar Vind Rasmussen - 21 Kasper Emil Kildelund Pivots - 09 Henrik Jakobsen - 13 Andreas Johann Nielsen - 66 Anton Lindskog | Arrières gauches - 03 Nicolai Nygaard Pedersen - 08 Frederik Tilsted - 28 Emil Tonnesen Demi-centres - 10 Frederik Emil Pedersen - 15 Tobias Grøndahl Arrières droits - 07 Lasse Vilhelmsen - 29 Hjalte Lykke - 37 Linus Persson Entraîneur - Kasper Christensen (de) |

## Section féminine
La section féminine atteint le plus haut niveau danois en 1985 et devient l'une des meilleures équipes danoises des années 1990.
En 2009, la section s'est séparée du GOG Svendborg TGI pour former l'Odense GOG, aujourd'hui appelé Odense Håndbold.

### Palmarès
| Compétitions internationales | Compétitions nationales |
| - néant                      | - Champion du Danemark (4) - Champion : 1990, 1991, 1992, 1993 - Coupe du Danemark (6) - Vainqueur : 1989, 1990, 1992, 1993, 2001, 2006 |

## Personnalités liées au club

### Joueurs
Parmi les joueurs ayant évolué au club, on trouve :
- Oscar Bergendahl : 2018-2022
- Torbjørn Bergerud : 2021-2022
- Joachim Boldsen : 1997-1999
- Nikolaj Bredahl Jacobsen : 1984-1997 (formé au club)
- Anders Eggert : 2003-2006
- Mathias Gidsel : 2014-2022 (formé au club)
- Snorri Steinn Guðjónsson : 2007-2009 et 2012-2014
- Ásgeir Örn Hallgrímsson : 2007-2010
- Viktor Gísli Hallgrímsson : 2019-2022
- Mikkel Hansen : 2005-2008
- Peter Henriksen : 2001–2010
- Emil Jakobsen : 2014-2021 (formé au club)
- Magnus Jernemyr : 2007-2008
- Klavs Bruun Jørgensen : 2003-2007
- Torsten Laen : 1999-2007 et 2016-2018
- Niklas Landin Jacobsen : 2006-2010
- Thomas Mogensen : 2003-2007
- Kasper Nielsen : 1997-2001, 2002-2005 et 2008-02/2010
- Morten Olsen : 2003-2005 et 2020-2023
- Fredrik Petersen : 2006-2010
- Simon Pytlick : 2012-2023 (formé au club)
- Søren Stryger : 1999-2001
- Lasse Svan Hansen : 2002-2008
- Jerry Tollbring : depuis 2021

### Joueuses
Parmi les joueuses ayant évolué au club, on trouve :
- Ragnhild Aamodt
- Kristina Flognman
- Therese Islas Helgesson
- Rikke Hørlykke
- Maibritt Kviesgaard
- Inna Souslina
- Gitte Sunesen

## Infrastructure
Le club évolue dans la Gudmehallerne qui possède une capacité de 1642 places.